# Lucas Bravo
Lucas Nicolas Bravo (Nice, 26 maart 1988) is een Frans acteur.

## Carrière
Bravo maakte zijn debuut in Sous le soleil de Saint-Tropez en speelde een jaar later ook in La crème de la crème. Nadien speelde hij verschillende rollen in kortfilms waaronder Beautiful injuries, A Matter of Time en Arrogance Bikini. In 2020 kreeg hij een hoofdrol in Emily in Paris waar hij Gabriel speelde en beleefde daarmee zijn grote doorbraak. In 2022 volgde drie films: Mrs. Harris Goes to Paris, Ticket to Paradise en The Honeymoon.

## Privéleven
Bravo is de zoon van voetballer Daniel Bravo.